# إد بيترسون
إد بيترسون (بالإنجليزية: Ed Peterson)‏ مواليد 27 يونيو 1924 - الوفاة 20 مارس 1984، كان لاعب كرة سلة أمريكي. بدأ مسيرته الاحترافية في سنة 1948. تم اختياره من قبل فريق نيويورك نيكس خلال الدرافت. بلغ طوله 6 قدم 9 بوصة (2.1 م). اعتزل اللعب في 1951. لعب مع فيلادلفيا سفنتي سيكسرز وأتلانتا هوكس.

## روابط خارجية
- إد بيترسون على موقع إن بي أي (الإنجليزية)
- إد بيترسون على موقع سبورتس رفرنس (الإنجليزية)
- إد بيترسون على موقع كلية كرة السلة في سبورتس رفرنس.كوم (الإنجليزية)
- إد بيترسون على موقع ريلجم (الإنجليزية)
- إد بيترسون على موقع بروبوليرز (الإنجليزية)
- إد بيترسون على موقع سبورتس رفرنس (الإنجليزية)